# Narthang
El Monasterio de Narthang (Nartang, Nar-thang) está situado a 15 km al oeste de Shigatse. Fue fundado en 1153 por un discípulo de Atisha. Narthang era uno de los cuatro grandes monasterios del Tíbet central  con Shalu, Sakya y Tashilhunpo. 
En este monasterio hizo sus votos de novicio Gedun Drub el primer Dalái lama en 1405, de manos de Khenchen Drupa Sherab, abad del Monasterio.
El primer Kanjur se compiló en Narthang durante el siglo XIV.
El quinto Panchen Lama, Lobsang Yeshe, se hizo con el control del Monasterio, donde se imprimieron las escrituras sagradas en tibetano Kanjur y Tanjur hasta 1959. Los cinco edificios principales fueron destruidos durante la Revolución Cultural.